# Møvik
Møvik este o localitate din comuna Rygge, provincia Østfold, Norvegia, cu o suprafață de 0,23 km² și o populație de 279 locuitori (2013).